# Шерманов поход
Шерманов поход је део Америчког грађанског рата (1861—1865).

## Позадина
Део снага Севера је 2. септембра 1864. године одлучио да изврши продор кроз Џорџију, до обала Атлантског океана ради ликвидације основне економске базе Југа. Распоредивши своје снаге (око 60.000 људи) у четири колоне, Шерман је 12. новембра кренуо из претходно спаљене Атланте на југ.

## Операције
Сматрајући главним циљем похода разарање привреде Џорџије, најбогатије области Југа, Шерман је наредио да у правцу свог кретања уништавају џорџијанске пруге, мостове, јавне зграде, фарме и складишта. Крећући се на фронту ширине од 90 км и не наилазећи на било какав озбиљнији отпор, трупе Севера брзо су надирале ка атлантској обали. Поред плански предвиђеног разарања, због недовољно чврсте дисциплине, дошло је до масовне пљачке и знатне самовоље појединаца и читавих јединица. Трупе Југа приморане су већ 21. децембра на напуштање Саване, у коју следећег дана улазе Шерманове трупе. После марша од још 20 км оне су избиле на обалу Атлантског океана.

## Последице
Успехом Шермановог похода опустошена Џорџија није више могла да снабдева армију Југа. Поред тога, та територија је пресечена и одвојена на два дела, а велики број црнаца-робова из Џорџије ступио је у армију Севера. Све то, битно је утицало на скори завршетак рата.